# Porqueirós
Porqueirós (llamada oficialmente Santo André de Porqueirós) es una parroquia y un lugar del municipio español de Muiños, en la provincia de Orense, Galicia.

## Toponimia
La parroquia también es conocida por el nombre de San Andrés de Porqueirós.

## Organización territorial
La parroquia está formada por una entidad de población:
- Porqueirós

## Demografía
Gráfica demográfica del lugar y parroquia de Porqueirós según el INE español:
| Gráfica de evolución demográfica de Porqueirós entre 2000 y 2022 |
|                                                                  |
| Datos según el nomenclátor publicado por el INE.                 |